# Leptochiton pseudogloriosus
Leptochiton pseudogloriosus är en blötdjursart som beskrevs av Dieter Strack 1991. Leptochiton pseudogloriosus ingår i släktet Leptochiton och familjen Leptochitonidae. Inga underarter finns listade i Catalogue of Life.